# Neptunia dimorphantha
Neptunia dimorphantha är en ärtväxtart som beskrevs av Karel Domin. Neptunia dimorphantha ingår i släktet Neptunia och familjen ärtväxter. Inga underarter finns listade i Catalogue of Life.